# Paul Radu
Paul Radu (n. Deva) este jurnalist de investigație din București.El este directorul Proiectului de Raportare a Crimei Organizate și a Corupției Organized Crime and Corruption Reporting Project (OCCRP).

## Educație
Radu a studiat Jurnalism și Limba Engleză la Universitatea de Vest din Timișoara. Radu a fost bursier Alfred Friendly Press Fellowship (2001), Milena Jesenska Press Fellowship (2002), Knight International Journalism Fellowship (2007-2008) și Stanford Knight Journalism Fellowship (2009-2010).

## Activitate profesională
Radu a coordonat departamente de investigații la Evenimentul Zilei și  Jurnalul Național. Printre investigațiile la care a lucrat se numără cazuri de corupție legate de Roșia Montană, mita pentru fregate, cazul Rafo, Voiculescu-Crescent, scandalul transferurilor din fotbal.
În 2006 Paul Radu fondează împreună cu Drew Sullivan OCCRP, o rețea internațională de jurnaliști de care au fost premiată în 2015 cu Premiul Special al Presei Europene. Radu este unul dintre cofondatorii Centrului Român de Jurnalism de Investigație și a site-ului de investigații Rise Project.
Paul Radu consideră că jurnaliștii nu ar trebui să fie activiști, ci mai degrabă ar trebui să aibă încredere că jurnalismul obiectiv este o contribuție suficientă la orice cauze pe care ar putea-o susține altfel. El predă la Balkan Investigative Reporting Network Summer School of Investigative Reporting. În 2008, a făcut parte dintr-un juriu al Inițiativei Europei Centrale pentru a numi cel mai bun jurnalist de investigație din acel an; juriul l-a ales pe Drago Hedl. În 2009, a apărut în emisiunea 48 Hours investigând sclavia sexuală și traficul de persoane în România. El a investigat, de asemenea, traficul de persoane în Bosnia și Herțegovina.
Din 2020 Radu a fost dat în judecată în Londra pentru defăimarea primului ministru al Azerbaidjanului Javanshir Feyziyev⁠(d) în două articole din seria OCCR Azerbaijan Laundromat, investigații despre spălarea banilor în Azerbaidjan. Colega lui Khadija Ismayilova⁠(d), reporter principal  OCCRPdin Azerbaidjan, care este un martor cheie în acest proces a fost arestată în decembrie 2014 și condamnată în septembrie 2015 la șapte ani și jumătate de închisoare pentru incitare la sinucidere (acuzație considerată de organizațiile care luptă pentru drepturile oamenilor ca fiind absurdă și voit exagerată). Ismayilova a fost eliberată condiționat în mai 2016 și are interdicție de călătorie în afara țării, neputând depune mărturie în procesul lui Radu.

## Recunoaștere
Radu Paul  primit numeroase premii internaționale de jurnalism pentru investigațiile sale. În 2018 el a fost desemnat Ashoka Fellow.
În 2023 Centrului de Studii pentru Pace și Conflict (PACS) de la Vrjie Universiteit Amsterdam a nominalizat organizația Organized Crime and Corruption Reporting Project (OCCRP)  co-fondată de Radu Paul la Premiul Nobel pentru pace 2023.